# Blăjani
Blăjani é uma comuna romena localizada no distrito de Buzău, na região de Valáquia. A comuna possui uma área de 22.24 km² e sua população era de 1112 habitantes segundo o censo de 2007.